# Shenandoah, Iowa
Shenandoah är en stad (city) i Fremont County, och  Page County, i delstaten Iowa, USA. Enligt United States Census Bureau har staden en folkmängd på 5 169 invånare (2011) och en landarea på 9,7 km².